# Вулиця Рубана (Запоріжжя)
Вулиця Рубана — вулиця в 16-му Хортицькому мікрорайоні Хортицького району міста Запоріжжя. Починається від вулиці Курузова і закінчується на Хортицькому шосе. Протяжність — 1,1 км.
До вулиці прилучаються: вулиця Курузова, вулиця Дорошенка, Хортицьке шосе.

## Історія
Названа на честь Героя Радянського Союзу Рубана Петра Васильовича (1950-1984 рр.), який героїчно загинув 16 лютого 1984 року, під час війни в Афганістані, коли його літак був збитий ракетою. Льотчик встиг катапультуватися, але для безпечного приземлення не вистачило декількох метрів.
Назва з 24 грудня 1988 року, коли було затверджене рішення «улицу в Хортицком жилмассиве, проходящую от ул. Курузова до Хортицкого шоссе вдоль кварталов 17 и 18, наименовать ул. Рубана».
В 1989 році почалося будівництво середньої школи № 106, яке завершилося в 1991 році.

## Об'єкти
- буд. 9 — Запорізький загальноосвітній багатопрофільний навчально-виховний комплекс № 106
- буд. 11 — Паспортний стіл Хортицького РВ УМВС
- буд. 25 — Жіноча консультація пологового будинку № 9 (раніше — торговий комплекс «Супутник»)
- буд. 27 — Супермаркет «Trash»